# Ваврињец
Ваврињец (слч. Vavrinec) насељено је мјесто са административним статусом сеоске општине (слч. obec) у округу Вранов на Топлој, у Прешовском крају, Словачка Република.

## Становништво
| Година:    | 1994. | 2004.    | 2014.   | 2024.   |
| ---------- | ----- | -------- | ------- | ------- |
| Број људи: | 81    | 63       | 60      | 59      |
| Разлика:   |       | -22,22 % | -4,76 % | -1,66 % |

| Година:    | 2023. | 2024.   |
| ---------- | ----- | ------- |
| Број људи: | 61    | 59      |
| Разлика:   |       | -3,27 % |

Према подацима о броју становника из 2024. године насеље је имало 59 становника.